# 괴산고등학교
괴산고등학교(槐山高等學校)는 대한민국 충청북도 괴산군 괴산읍 대사리에 있는 공립 고등학교이다.

## 학교 연혁
- 1951년 9월 1일 : 괴산고등학교 개교 (교육법 개정)
- 2009년 11월 24일 : 괴정학사(신 기숙사) 준공 (정원 122명)
- 2017년 3월 1일 : 기숙형 자율고 지정
- 2022년 3월 1일 : 충청북도교육청 지정 자율학교(KEDI 협력학교)(2022~2026)
- 2023년 3월 1일 : 제36대 강대훈 교장 부임
- 2024년 1월 5일 : 제74회 111명 졸업(총 14,893명 졸업)
- 2024년 3월 1일 : 충청북도교육청 지정 고교학점제 연구학교(2024)
- 2024년 3월 4일 : 2024학년도 입학식(남자 73명, 여자 66명 총 139명)

## 참고 자료
- 괴산고등학교 - 한국교육학술정보원 학교알리미